# Gombessa Sport
Maillots
Le Gombessa Sport de Mutsamudu (en arabe : غومبيسا سبورت موتسامودو), plus couramment abrégé en Gombessa Sport, est un club comorien de football fondé en 1962 et basé à Mutsamudu, capitale de l'île d'Anjouan.

## Palmarès
| Compétitions nationales                                                                       | Compétitions régionales                                        | Compétitions amicales                         |
| --------------------------------------------------------------------------------------------- | -------------------------------------------------------------- | --------------------------------------------- |
| - Coupe des Comores (3) : - Vainqueur : 1991, 1997 et 2022. - Finaliste : 1992, 2007 et 2009. | - Championnat d'Anjouan : - Vice-champion : 2004 et 2024-2025. | - Coupe de l'Amitié (1) : - Vainqueur : 2006. |

Ancien logo